# Muscopteryx petentis
Muscopteryx petentis är en tvåvingeart som beskrevs av Henry J. Reinhard 1958. Muscopteryx petentis ingår i släktet Muscopteryx och familjen parasitflugor. Inga underarter finns listade i Catalogue of Life.